# Lưu Trạch
Lưu Trạch (chữ Hán: 劉澤, ? - 178 TCN), tức Yên Kính vương (灵燕王), là chư hầu vương thứ năm của nước Yên dưới thời nhà Hán trong lịch sử Trung Quốc. Ông từng trải qua các chức vị Lang trung, Tướng quân; tước vị Doanh Lăng hầu, Lang Nha vương rồi Yên vương
Lưu Trạch là cháu nội của Thái thượng hoàng nhà Hán Lưu Thái Công, cháu gọi Hán Cao Tổ Lưu Bang, vua đầu tiên của nhà Hán là thúc phụ. Lưu Trạch đi theo Lưu Bang khởi nghĩa từ những ngày đầu. Năm 204, ông được Lưu Bang phong làm Lang trung.
Năm 196 TCN, Lưu Trạch tham gia vào chiến dịch dẹp loạn Trần Hi lập công to, được Hán Cao Tổ phong làm Doanh Lăng hầu.
Sau khi Hán Cao Tổ qua đời, quyền hành trong triều lần lượt rơi vào tay Lã thái hậu và gia tộc họ Lã. Lưu Trạch thành hôn với Lã thị, cháu của Lã hậu nên vẫn được trọng vọng. Sang năm 181 TCN, Lã hậu phong ông làm Lang Nha vương.
Năm 180 TCN, Lã thái hậu chết, họ Lã tiến hành bạo loạn. Tề vương ở phía tây khởi binh muốn đánh vào Trường An dẹp loạn nhưng không đủ quân, bèn giả hẹn Lưu Trạch đến nước Tề rồi bắt làm con tin để đoạt hết quân Lang Nha. Lưu Trạch do đó oán hận nước Tề.
Sau khi loạn chư Lã bị dẹp, Lưu Trạch không muốn để Tề vương làm thiên tử, nên một mặt sai người tới TRường An đề nghị lập Tề vương, mặt khác lại rêu rao là cậu của Tề vương là Tứ Quân là người ác, e rằng sẽ lại như họ Lã. Quần thần lo sợ, bèn bỏ Tề vương mà lập Đại vương Lưu Hằng, con thứ tư của Hán Cao Tổ lên làm Hán Văn Đế.
Năm 179 TCN, Văn Đế xét công của ông trong việc dẹp họ Lã, bèn cải phong ông làm Yên vương. Tuy nhiên chỉ 1 năm sau, Lưu Trạch mất ở nước Yên thụy là Kính vương, không rõ bao nhiêu tuổi. Con là Lưu Gia nối tước, tức Yên Khang vương.